# سرجیو ریکاردو (بازیکن فوتبال)
سرجیو ریکاردو مسیاس نیویس (به پرتغالی: Sérgio Ricardo Messias Neves) مهاجم اهل برزیل است که در شهر سالوادور و در تاریخ ۲۵ مهٔ ۱۹۷۴ به دنیا آمده‌ است. او همچنین اعلام کرد که به دین اسلام گرویده است.